# Champ (créature lacustre)
Vous lisez un « bon article » labellisé en 2011.
Pour les articles homonymes, voir Champ.
Champ, ou plus familièrement « Champy », est une créature lacustre à l'existence non démontrée qui vivrait ou aurait vécu dans le lac Champlain (duquel elle tire son nom), à la frontière entre les États américains du Vermont et de New York, et la province canadienne de Québec. Les plus anciennes mentions de ce monstre remontent à la découverte par Samuel de Champlain du lac qui porte ensuite son nom. L'explorateur français, fondateur de Québec, rapporte en 1609 la présence dans ce lac de grandes créatures que les Abénaquis appelaient « tatoskok » ou « chaousarou », et qu'il aurait lui-même aperçues. Toutefois, ses écrits sont très largement réinterprétés dans les années 1980.

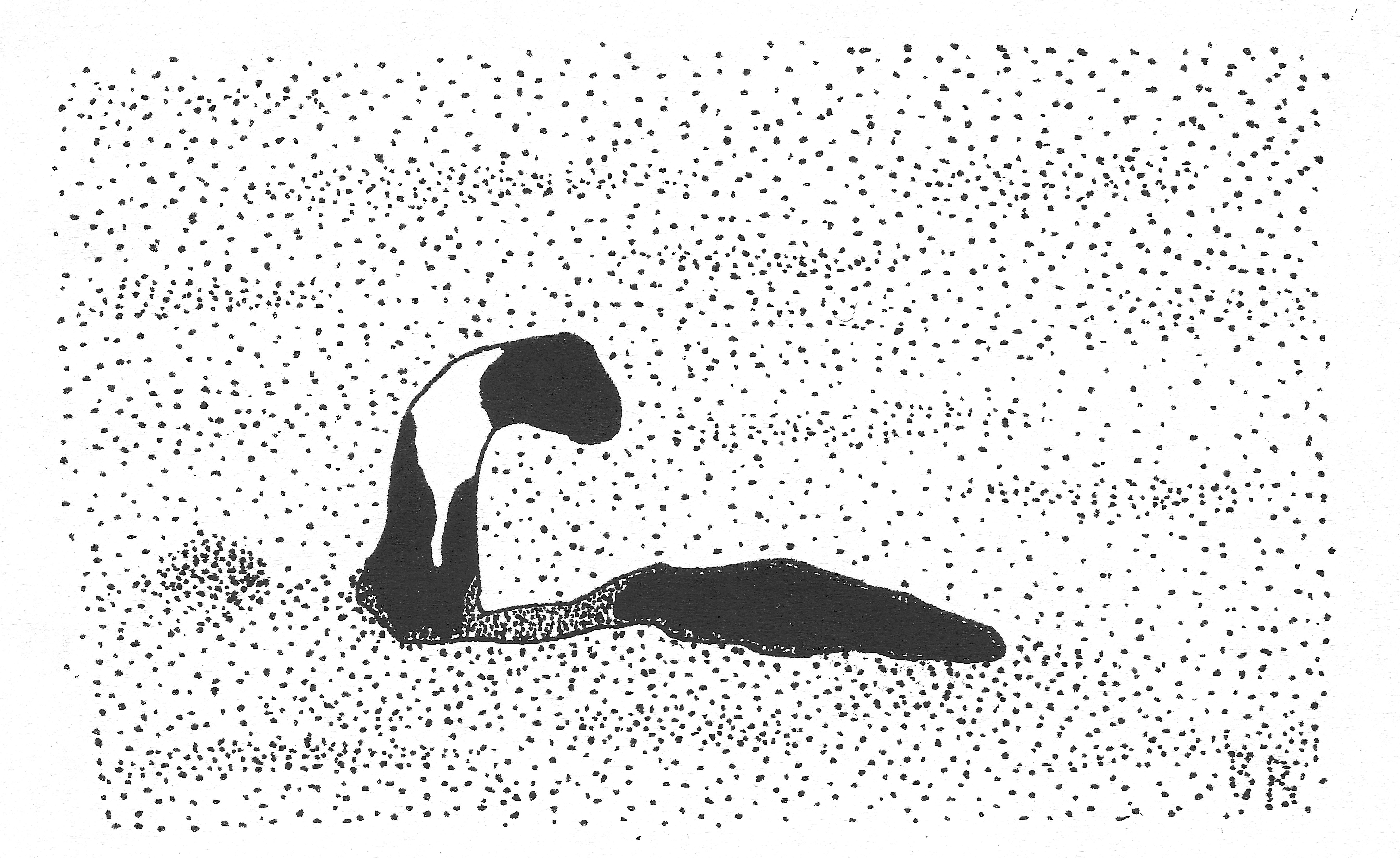
Représentation artistique de la photo de 1977 de Sandra Mansi du Champ

L'existence supposée de Champ oppose d'un côté les cryptozoologues, qui accréditent la thèse d'un plésiosaure survivant depuis la préhistoire, et de l'autre plusieurs scientifiques, qui défendent celle de la confusion avec des objets flottants ayant une silhouette trompeuse, ou avec des animaux déjà connus. Outre les témoignages, les diverses photographies et une vidéo tournée en 2005, les cryptozoologues fondent leur théorie sur des études ayant mis en évidence des niveaux fluctuants de population de certaines espèces de poissons dans le lac ; cependant, cela ne permet pas d'affirmer l'existence d'un ou de plusieurs monstres lacustres.
Champ est devenu la principale attraction touristique de Port Henry, dans l'État de New York, et est depuis 1983 protégé par une loi interdisant sa chasse ; il a, de plus, été inscrit sur la liste des animaux menacés. Sa légende est une source d'inspiration en littérature.

## Histoire et témoignage

### Contexte géographique et hydrographique

Carte du lac Champlain.

Le lac Champlain, étroit et profond, mesure près de 201 km de long. Il se situe dans sa plus grande partie aux États-Unis, s'étendant partiellement sur les États du Vermont et de New York et la province canadienne de Québec. On y accède par la longue voie maritime du Saint-Laurent provenant de l'océan Atlantique. Un peu plus de trois cents témoignages ont été recueillis à propos d'un ou plusieurs monstres dans ce lac. La période la plus propice aux observations, ainsi que le rapportent ces témoignages, semble se situer entre dix-neuf heures et vingt heures trente. Similaires à celles du Loch Ness où logerait son célèbre monstre, ses eaux contiennent, contrairement au lac écossais, une importante population de poissons,. Le lac est ceint par sa vallée et présente une importante oscillation de l'eau.
Le phénomène de la seiche, fait que les courants du lac Champlain produisent une vague qui atteindrait 10 à 100 mètres de hauteur. Elle ne peut cependant être remarquée puisqu'elle se trouve sous l'eau et ne perturbe pas la tranquillité de la surface. Cette importante oscillation se déplace le long de la limite entre la couche d'eau chaude et celle d'eau froide, les deux ne se mélangeant pas.
Les vents dominants sur toute la longueur du lac peuvent causer une accumulation d'eau à une extrémité du lac, tandis que le niveau baisse à l'extrémité opposée. Quand le vent se calme, l'eau surélevée commence à refluer. Cette énorme vague rebondit sur les rives du lac jusqu'à se stabiliser et peut mettre quatre jours pour parcourir 100 kilomètres, dans la partie la plus large,,.

### Samuel de Champlain

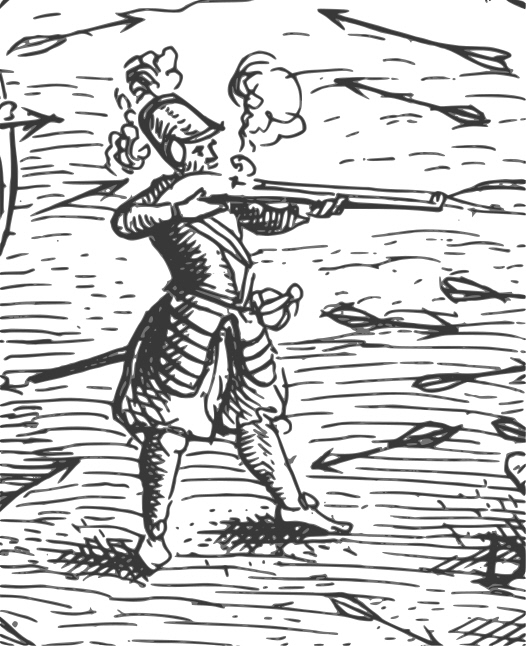
Champlain au combat, détail de la gravure Deffaite des Yroquois au Lac de Champlain (1609).

Deux tribus amérindiennes vivant à proximité du lac, les Iroquois et les Abénaquis, connaissent des légendes autour de créatures présentes dans l'étendue d'eau. Les Abénaquis les nomment tatoskok,, ou encore chaousarou (ce qui désigne un « lépisosté osseux »), mais sa forme se différencie de celle de Champ. Avant l'arrivée des Européens, les Iroquois décrivent un grand serpent cornu.
Samuel de Champlain aurait entendu parler d'un monstre en combattant les Iroquois au sud du lac. Plusieurs rapports oraux concernant un mystérieux être présent dans le lac sont retranscrits et réunis par lui. Dans une chronique de 1609, il décrit des créatures ressemblant au lépisosté osseux (mais cependant bien plus grandes), qui est un poisson nord-américain prédateur primitif, couvert de dures écailles grises argentées et avec des mâchoires longues et des dents effilées et mortelles,,,.
Champlain écrit dans son journal : « Il y a [dans ce lac] une grande abondance de poisson de plusieurs espèces. Entre autres, il y en a une appelée Chaousarou par les sauvages du pays. Les plus grands mesurent, à ce que m’ont dit ces peuples, huit à dix pieds. J’en ai vu qui en mesuraient cinq, qui étaient de la grosseur d’une cuisse et qui avaient la tête grosse comme les deux poings, avec un bec de deux pieds et demi de long et une double rangée de dents acérées. La forme de son corps ressemble à celle d’un brochet, mais il est armé d’écailles si résistantes qu’un coup de poignard ne pourrait pas les percer, et il est de couleur gris argenté. Il a aussi l’extrémité du bec comme [le groin d’]un cochon,,,,. »
Une rumeur dit que Champlain l’aurait lui-même aperçu en juillet 1609 dans le lac,. Ce conte apocryphe tient son origine d'un compte rendu erroné rédigé par le journaliste Todd Frye en 1960. Les extraits du journal de Champlain sont l'objet de nombreuses interprétations populaires, que critiquent des ouvrages scientifiques. Effectivement, ces extraits sont largement modifiés et réinterprétés par la presse des années 1980 (et notamment un article de la Sélection du Reader's Digest écrit par Brian Vachon) afin de créer un événement extraordinaire autour de la créature et de suggérer que l'explorateur aurait lui-même vu le monstre. Bien que la quasi-totalité des sites Internet et des articles journalistiques citent le journal de Champlain, « quand on lit les ouvrages de Champlain, on y retrouve bien peu de choses ».

### Témoignages duXIXesiècle

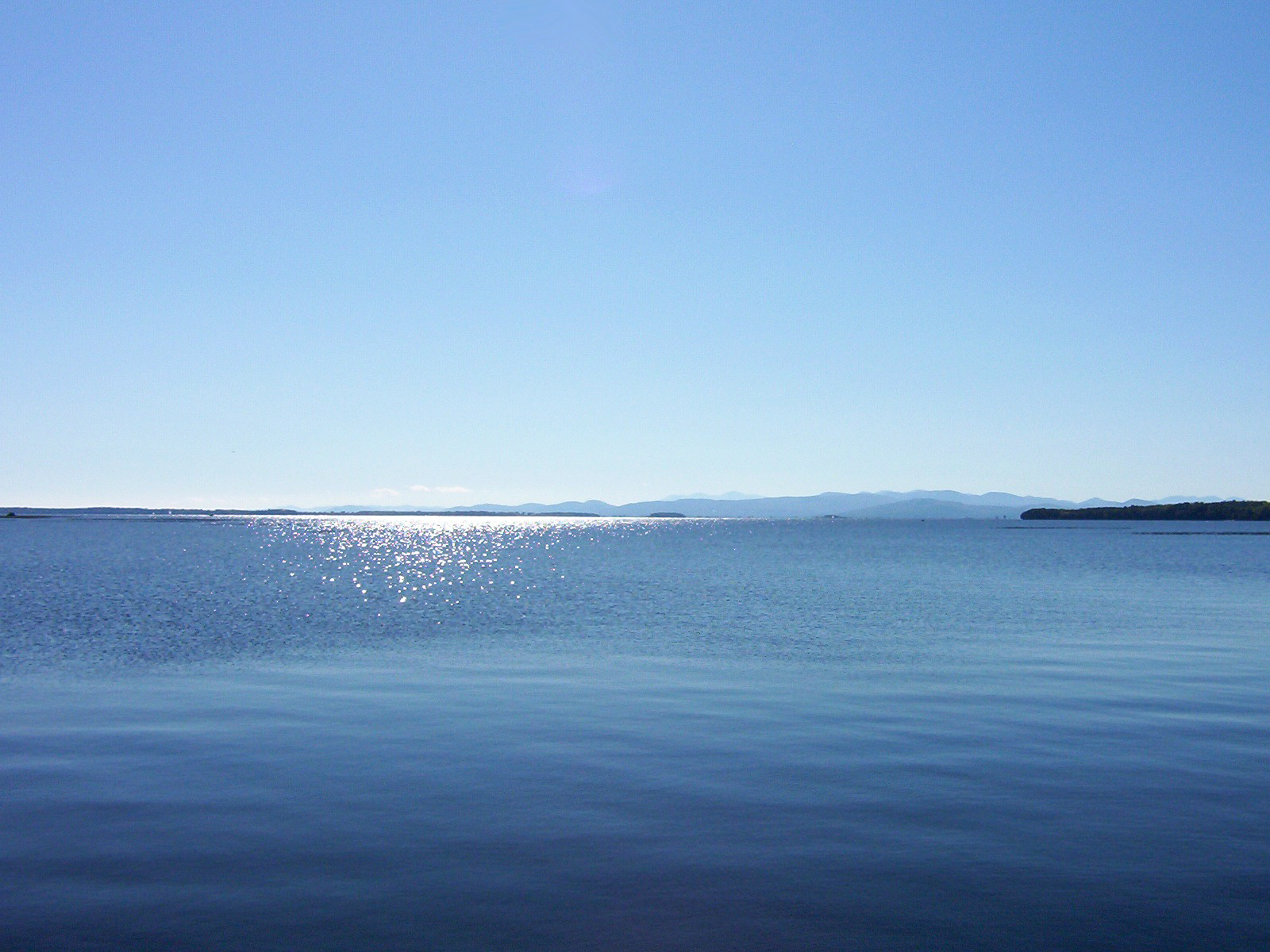
Le lac Champlain vu du Vermont.

Avec l'achèvement du canal Champlain, la population autour du lac est en plein essor. La première observation de Champ est enregistrée durant l'été de 1819. Un rapport du Plattsburgh Republican, daté du 24 juillet 1819 et intitulé « Le Cap (ou la Pèlerine), un serpent dans le lac Champlain », donna le témoignage d'un certain capitaine Crum, apercevant d'une visée un énorme monstre serpentin,,. D'après Benjamin Radford, ce récit ne serait toutefois qu'une parodie ou un canular.
La deuxième observation est enregistrée durant l'été 1873. Un journal, paru le 9 juillet 1873, recueille le témoignage d'ouvriers du chemin de fer qui « auraient vu la tête d'un énorme serpent sortant de l'eau, les approchant depuis la rive opposée »  [sic]. Mais d'après la Lake Champlain Monster Organization, le prétendu serpent n'attaqua pas les hommes mais s'en détourna et s'immergea rapidement. Un autre récit, daté des années 1880, relate l'aventure d'un groupe de chasseurs qui affirme avoir trouvé et tué un serpent géant. Les observations se multiplient entre les années 1870 (quinze observations) et les années 1880 (vingt-trois observations), avant de diminuer notablement jusqu'aux années 1960.
En 1883 (ou en juillet 1873), le shérif Nathan H. Mooney prétend avoir vu un « […] gigantesque serpent d'eau d'environ 50 verges [environ 46 mètres] au loin du rivage ». Il ajoute qu'il en était si proche qu'il aurait pu voir « des taches blanches et rondes à l'intérieur de sa bouche » et que « la créature [lui] eut semblé être d'environ 25 à 30 pieds [7 à 9 mètres] dans la longueur ». Beaucoup de témoins oculaires présentent à Mooney leurs propres récits.
La légende de Champ devient si populaire que l'homme de cirque Phineas Taylor Barnum promet, en 1873 puis en 1887, une récompense de 50 000 $ à qui le lui rapporterait mort ou vif. Barnum veut l'inclure à son Salon et Foire du Monde épique.

### Témoignage moderne

#### Annonces de capture
En 1945, un homme annonce dans le journal Vermont Today avoir capturé un petit Champ (« a baby Champ creature ») mesurant près d'un mètre. Les sceptiques le contredisent en prétendant que ce n’est qu’une salamandre ou un petit alligator. En 1976, Dennis Jay Hall affirme que son père a capturé un petit Champ dans une zone marécageuse, à la bordure du lac, ressemblant à une tortue sans carapace, mesurant 12 pouces (environ 30 cm) et possédant une langue fourchue. Il l’a ensuite envoyé au département des sciences de l’université du Vermont qui l’aurait égaré. Après cet événement, Dennis remarqua dans un livre traitant de la préhistoire que l’énigmatique créature aurait été un tanystropheus, un reptile préhistorique.

#### Photographie de Sandra Mansi
Aucun fait officiel n'est depuis recensé et les témoignages sur Champ retombent dans l'oubli jusqu'au 5 juillet 1977, date à laquelle Sandra Mansi apporte une photographie. 
Avec ses deux enfants d'un précédent mariage et son fiancé Anthony Mansi, elle se promène sur la rive nord du lac Champlain, près de la ville de Saint Albans, au Vermont. Vers midi, tous s'arrêtent sur un petit promontoire qui surplombe le lac. Alors que les enfants pataugent le long de la rive, Mansi aperçoit à 150 pieds (environ 45 m) d'elle un remous dans l'eau, ce qu'elle prend pour un banc de poissons ou un plongeur sous-marin. La tête et le cou d'une étrange créature lui apparaissent alors à la surface de l'eau. Elle demande aux enfants de revenir sur la rive. Mansi peut saisir son appareil photographique Kodak Instamatic et prendre une photographie. Le supposé Champ ne semble pas gêné ou effrayé par les enfants qui jouent au bord de l'eau ; il parait même être sourd. La créature reste quelques minutes immobile, avant de disparaître sous la surface de l'eau. L'observation aurait duré un laps de temps significatif. Les Mansi l'estiment de quatre à sept minutes,
La photographie montre un cou et une partie dorsale de ce qui semble être un reptile gris-brun de grande taille. Mansi n'évoqua pas le sujet durant des années, puis finalement la photographie est analysée et déclarée authentique par des experts. Elle est publiée avec beaucoup d'éclat dans le New York Times du 30 juin 1981. Peu après, un grand séminaire est consacré à l'existence de Champ et la ville de Port Henry élève un panneau des observations du monstre. Il n'y a aucune preuve de manipulation de l'image, ce qui fait de la photographie de Mansi l'argument matériel le plus crédible d'une observation de Champ, ainsi que l'affirment plusieurs cryptozoologues et spécialistes du sujet.

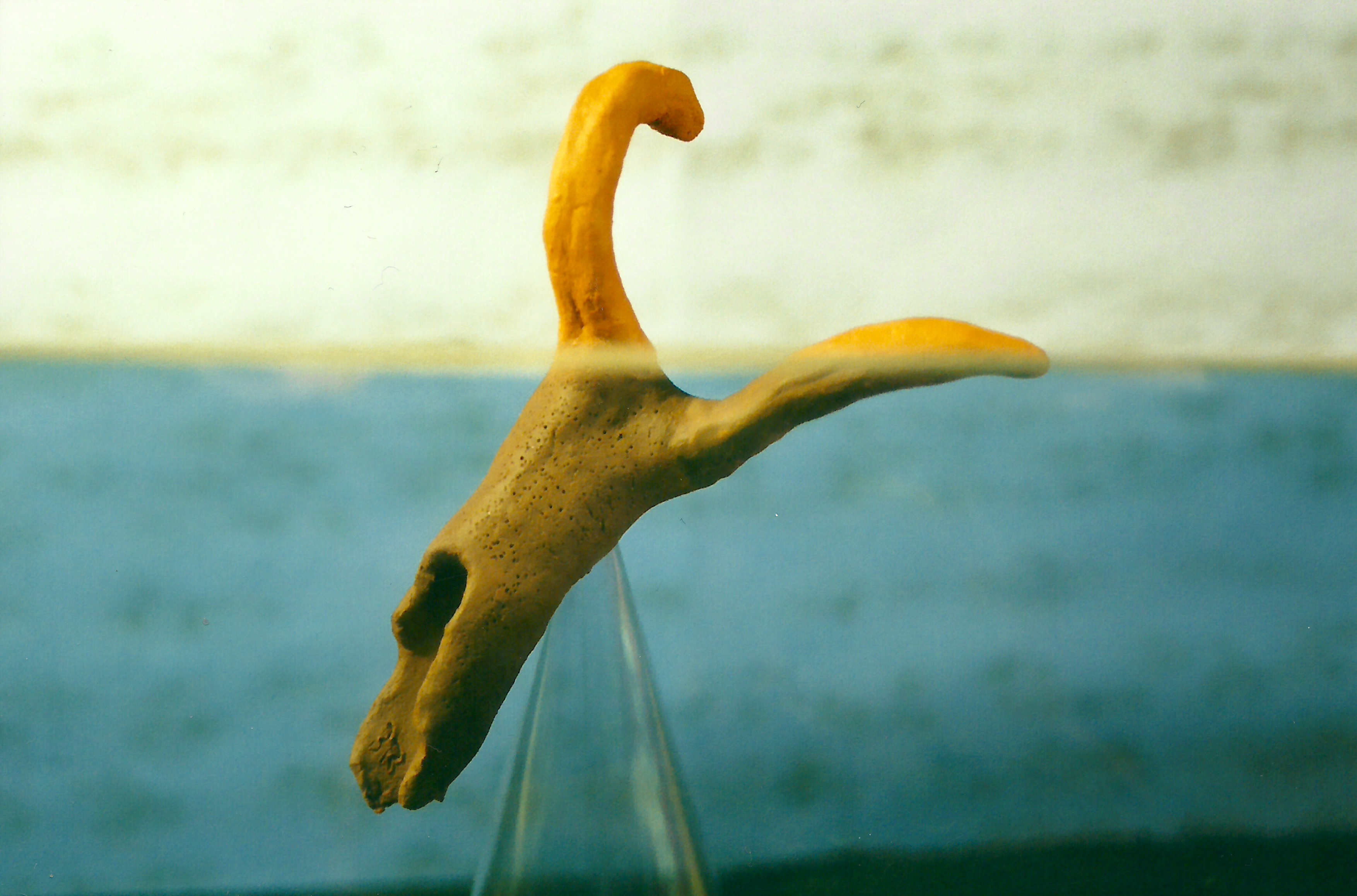
La forme d'une branche rappellerait vaguement celle du cou du plésiosaure.

En 1982, un membre du département d'océanographie de l'université de la Colombie-Britannique effectue une analyse et rend un verdict selon lequel l'objet ou la chose photographiée par Mansi est de grande taille, environ seize ou dix-sept pieds (environ 5 mètres). Cependant, le scientifique Benjamin Radford conteste cette analyse et écrit dans son livre Lake monster mysteries: investigating the world's most elusive creatures que la figure serpentine ne serait qu'un tronc d'arbre ou un petit bout de bois flottant sur l'eau. Le lac est bordé de forêts et l'on peut supposer effectivement que des arbres chutent régulièrement dans l'eau. Des photographies de silhouette de troncs flottants montrent une grande similitude avec les témoignages visuels mentionnant un monstre à long cou. Mansi n'a jamais pu fournir le négatif de la photographie et ne sait pas reconnaître le site où elle a été prise, de plus, l'absence de tout moyen de comparer la taille de ce qui apparaît sur cette photo rend l'ensemble douteux et invalide. Toutefois, l'avocat de Sandra Mansi déclara à propos du manque de crédibilité de la photographie que sa cliente « ne pourrait pas plus avoir élaboré une telle mystification qu'avoir placé un satellite sur orbite ».
Un peu avant les années 1980, Champ devient l'objet de campagnes de chasse et gagne en célébrité. En 1981, peu après la publication de la photo, des dizaines de témoignages mentionnent ses apparitions. Quatre autres photos sont prises et apparemment authentifiées. William Tromblee, un sceptique qui ne croit pas au monstre, affirme que la liste des témoignages serait plutôt « la liste des buveurs locaux » et dit avoir vu une grande créature sous la surface du lac en 1981, alors qu'il était « parfaitement sobre » [sic]. Cependant, il ajoute que cela aurait pu être « un gros esturgeon ».
En 1983, Joseph Zarzynski, plus tard connu comme « Le chasseur de Champ », prête une oreille attentive aux témoignages d'observateurs du monstre qui, jusqu'alors, étaient souvent ridiculisés. Il consigne 224 témoignages ayant eu lieu jusqu'en 1984 avec, pour le XXe siècle, des pics d'observations durant les années 1960 avec 15 observations, les années 1970 avec 19 observations, et surtout les années 1980 durant lesquelles pas moins de 60 observations sont enregistrées jusqu'à la mi-1984.

#### Vidéo de Dick Affolter et Pete Bodette
Le 11 juillet 2005, deux pêcheurs — qui affirment ne pas avoir cru à ces histoires de monstre lacustre — jusqu'à cet événement, Dick Affolter, un avocat à la retraite diplômé de Cornell University Law School à Essex et son beau-fils Pete Bodette, directeur des ventes d'une société de carburant qui a longtemps vécu au bord du lac, partent pour une pêche au saumon à l'embouchure de la rivière Ausable durant laquelle ils parviennent à filmer, grâce à leur appareil photographique numérique, quelque chose affleurant la surface de l'eau à cent mètres d'eux. La vidéo est diffusée à la télévision sur ABC news en 2006,,.
« Il était aussi gros que ma cuisse », déclare Pete Bodette âgé de 34 ans. « Je suis à cent pour cent sûr de ce que nous avons vu. Je ne suis pas sûr à cent pour cent de ce qu'elle était. »  [sic]
Son aîné et compagnon, Dick Affolter, maintient qu'ils n'ont jamais vu le corps entier : « Ce que nous avons vu est toujours resté à la surface et des parties de celui-ci sortaient au-dessus de l'eau, comme le dos, le nez ou la tête ». Un examen approfondi des images des pêcheurs par des cryptozoologues permet de clairement montrer ce qui pourrait être la tête et le cou d'un animal ayant vaguement la forme de ceux d'un plésiosaure, et même la bouche ouverte à un certain moment et fermée dans un autre, comme celle d'un poisson ou d'un crocodile.
La créature marine était allongée tel un serpent. Ils la décrivirent avec une énorme tête en forme de massue, sans nageoires dorsales qui sont pourtant familières au poisson et n'aurait pas eu besoin de respirer. Elle nageait en traçant un sillage bifurqué. Les pêcheurs rejettent les suggestions qu'elle fût quelque chose d'ordinaire — loutre, serpent de mer, esturgeon géant.
Après examen par deux analystes d'images du FBI à la retraite, il semblerait ne pas y avoir de retouches. Un des deux, Gerald Richards, déclare : « Je ne peux rien trouver là-dedans qui suggérerait ou m'indiquerait que cela ait été élaboré ou manipulé d'une quelconque façon. ».

## Hypothèse cryptozoologique
L'existence de Champ n'ayant jamais été prouvée, son étude relève de la cryptozoologie. Selon le scénariste américain de bande dessinée Haden Blackman, la plupart des cryptozoologues croient en son existence. Champ serait semblable à Nessie par son aspect général. Comme le Loch Ness, le lac Champlain a une profondeur de plus de 393,7 pieds (soit 120 m). Les deux lacs ont été formés dans le lit d'anciens glaciers. Les partisans de cette théorie prétendent aussi que les deux populations de poissons qui peuplent les deux lacs sont assez importantes pour alimenter un monstre lacustre. Cette hypothèse exigerait un seul animal ou une population de poissons assez considérable pour permettre à un ou à plusieurs monstres de se nourrir.
Les sceptiques de Champ et du monstre du Loch Ness font valoir que la puissante seiche, invisible, remonte à la surface toute sorte de débris, tel un tronc d'arbre qui pourrait ressembler au monstre marin à partir d'une certaine distance. Les scientifiques sceptiques soulignent également que la plupart des observations du monstre du lac Champlain se produisent en été, saison où la seiche a le plus de chance de se produire.
Champ pourrait être un plésiosaure,, un basilosaurus ou encore un zeuglodon survivant depuis la préhistoire selon le cryptozoologue Roy Mackal qui visita le lac en 1981. Le « chasseur de Champ » Joseph Zarzynski lui a attribué le nom unique de Beluaaquatica champlainiensis, signifiant « énorme créature aquatique du lac Champlain ».
Le Dr. Patricia Manley, géologue au Middlebury College, ne croit pas en l'existence de Champ. Son argument est que le l'âge du lac Champlain (10 000 ans) ne concorde pas avec la période à laquelle les plésiosaures vivaient (soit 65 millions d'années en arrière) de telle sorte qu'il est impossible que la créature puisse vivre dans le lac.
Les descriptions de son corps, issues de plus de trois cents observations rapportées, sont parfois similaires : une figure serpentine, un corps large doté d'un long cou mesurant environ trente centimètres de diamètre, et une peau luisante sombre, mais sans écailles. La longueur varie en fonction des descriptions, entre quatre et quarante mètres. Champ se déplacerait avec son cou à la verticale, ressemblerait à une anguille, un serpent de mer ou un silure. 
Des rapports distincts d'observateurs l'ont comparé à un grand serpent, à un énorme chien de Terre-Neuve, à un yacht, à un cheval, à un lamantin, à un périscope, à un animal ayant des pattes semblables à celle d'un lézard et enfin, à une baleine.

## Étude scientifique
En juillet 2002, Elizabeth von Muggenthaler, exerçant la bioacoustique, localise un signal d'écho dans le lac, qui ressemble fortement à celui d'une orque. Elle l'enregistre sur une bande magnétique. Un élément de preuve tangible peut être apporté avec l'enregistrement d'écholocalisation venant de l'intérieur du lac par le Fauna Communications Research Institute en 2003, dans le cadre d'un programme pour une chaîne de télévision. L'institut a conclu que les sons enregistrés sont similaires à ceux d'un béluga ou même d'une orque, mais différents du dauphin ou de certaines espèces de baleines. Dans ce contexte, l'étude de la photo de Mansi a conduit à supposer que plutôt qu'un cou et une tête, la photographie montrerait en réalité la nageoire d'un grand animal laminant les crues du lac.
En 2008, une étude menée par l'United States Fish and Wildlife Service en coopération avec le New York State Department of Environmental Conservation et le Vermont Department of Fish and Wildlife (collectivement, The Lake Champlain Fish and Wildlife Management Cooperative) a rendu, en juillet 2008, un rapport annonçant des niveaux fluctuants et inexplicables de certaines espèces de poisson. L'étude a montré que les niveaux de population opèrent des cycles de croissance et de récession. Néanmoins, ils remarquent que ces variabilités changent soudainement. L'étude en conclut que ce phénomène est causé par un facteur inconnu. De nombreuses personnes considèrent que ce facteur est le monstre lacustre local, Champ, pourtant The Lake Champlain Fish and Wildlife Management Cooperative n'en a tiré aucune conclusion.
Les scientifiques sceptiques soutiennent que l'existence d'un ou même de plusieurs monstres lacustres préhistoriques dans le lac Champlain est impossible et que tous les éléments et témoignages rapportés ont une autre explication que celle avancée par les cryptozoologues ou la croyance populaire. Ils attribuent la plupart des témoignages à des méprises complexes impliquant des animaux déjà connus ou de simples troncs flottants dans le cas des photographies.

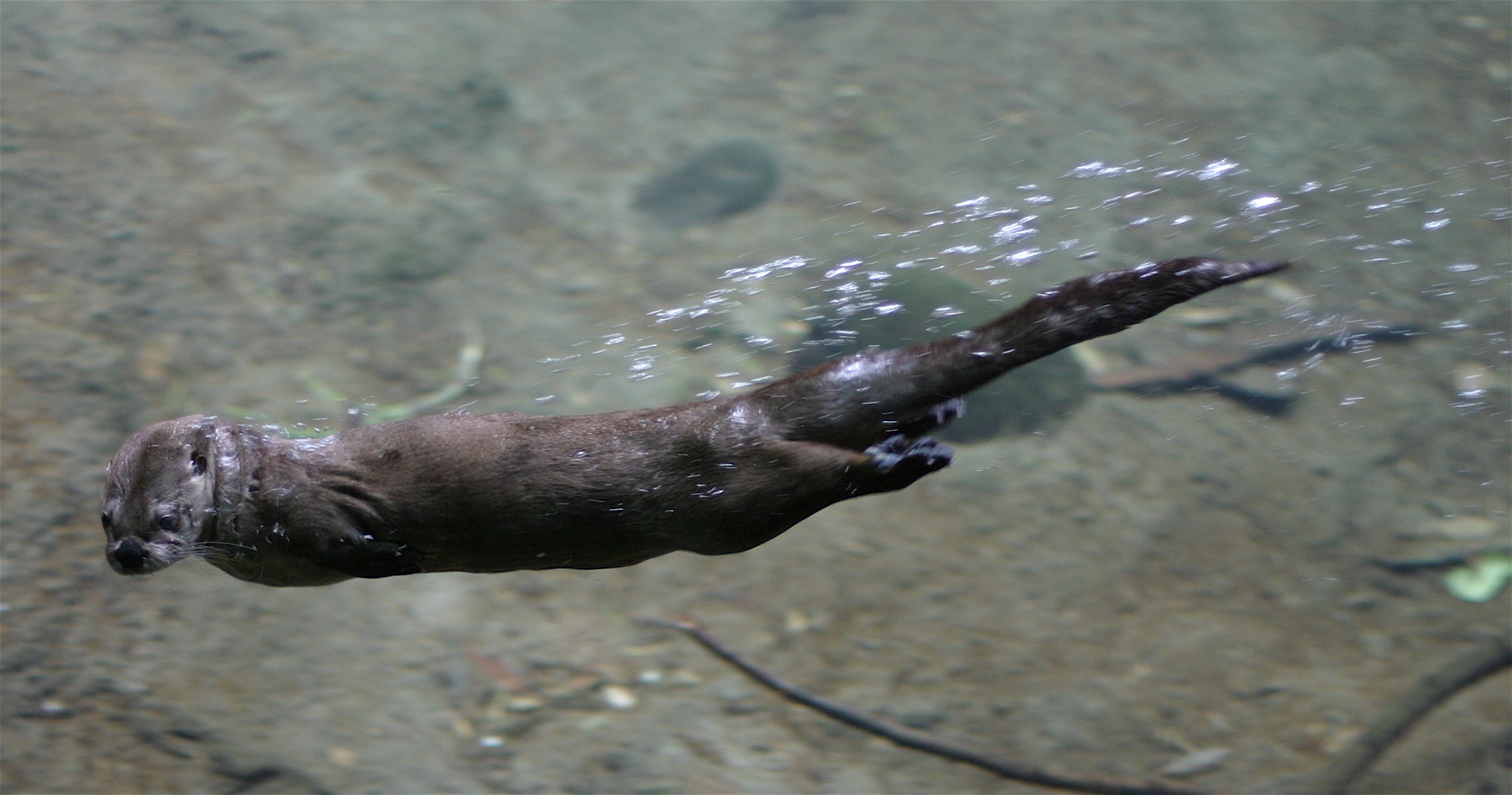
Plusieurs loutres de rivière nageant en file indienne durant la nuit peuvent être prises pour un serpent géant.

Jon Kopp, un retraité du département de l'environnement de l'État de New York, observa six ou sept loutres de rivière nageant en file indienne de nuit, créant un mouvement d'ondulation sur l'eau, et les confondit de prime abord avec un serpent géant. Il en conclut qu'une personne n'ayant pas de connaissances en zoologie pourrait croire apercevoir un monstre. La loutre de rivière, présente dans toute l'Amérique du Nord, peut atteindre 1,40 mètre de longueur, possède un pelage brun foncé et une gorge grisâtre, et peut tendre le cou au-dessus de l'eau, ce qui accentue la comparaison avec le plésiosaure. Par ailleurs, la naturaliste Laura Hollowell rapporte le cas de touristes affirmant avoir remarqué « un petit de Champ » alors qu'il s'agissait de visons ou de loutres.
Une autre possibilité liée aux témoignages qui disent que Champ aurait des cornes serait un cerf en train de nager. Des oiseaux à long cou et des rochers sont également des causes fréquentes de méprise. À cela, il faut ajouter les images manipulées et retouchées, ainsi que les canulars volontaires impliquant des modèles réduits de monstre. Aussi, la vision d'une partie d'un bateau plat peut également expliquer la légende de Champ, d'autant plus que le nombre de témoignages concernant ce dernier a décru avec la fin du trafic des barges sur le lac.
Par ailleurs, comme le fait remarquer Benjamin Radford, la description de Champ donnée par la presse a évolué au cours du temps. Au XIXe siècle, il est le plus souvent décrit comme un serpent de mer. Depuis 1978, où l'hypothèse du plésiosaure est la plus couramment admise en raison de la photographie de Mansi, les médias se réfèrent à lui comme à un dinosaure. Dans son ouvrage Lake Monsters Tradition : A cross cultural analysis, en 1988, Michel Meurger affirme que Champ est « le produit de l'enthousiasme et des efforts locaux pour promouvoir une légende comparable à celle de Nessie ». Benjamin Radford conclut que non seulement il n'y a pas, au jour de son enquête en 2004, la moindre preuve irréfutable de l'existence de Champ, mais qu'en plus, il est impossible qu'un animal préhistorique unique puisse vivre dans ce lac depuis des siècles et se reproduire seul. Dans le cas d'une population viable (de plésiosaures ou d'autres bêtes préhistoriques), il ajoute qu'au moins une carcasse aurait dû être retrouvée sur le rivage ou vue en train de flotter, ce qui n'a jamais été le cas. Aucun os ni dent appartenant à une grande créature lacustre n'a jamais été trouvé.

## Culture et attraction touristique
Champ est le monstre lacustre le plus connu des États-Unis et, avec Ogopogo, de toute l'Amérique du Nord. Grâce à cette notoriété qui dépasse son intérêt touristique local, il génère d'importants revenus, notamment à Port Henry où est construite une maquette géante à son effigie. Par ailleurs, un panneau situé près du lac mentionne chaque témoin oculaire du monstre. Les opinions des habitants des environs sont partagées. Les uns croient à une baleine préhistorique, les autres à un sujet vendeur pour les médias. Un jour lui est même dédié chaque année : le « Champ Day », célébré chaque premier samedi d'août.

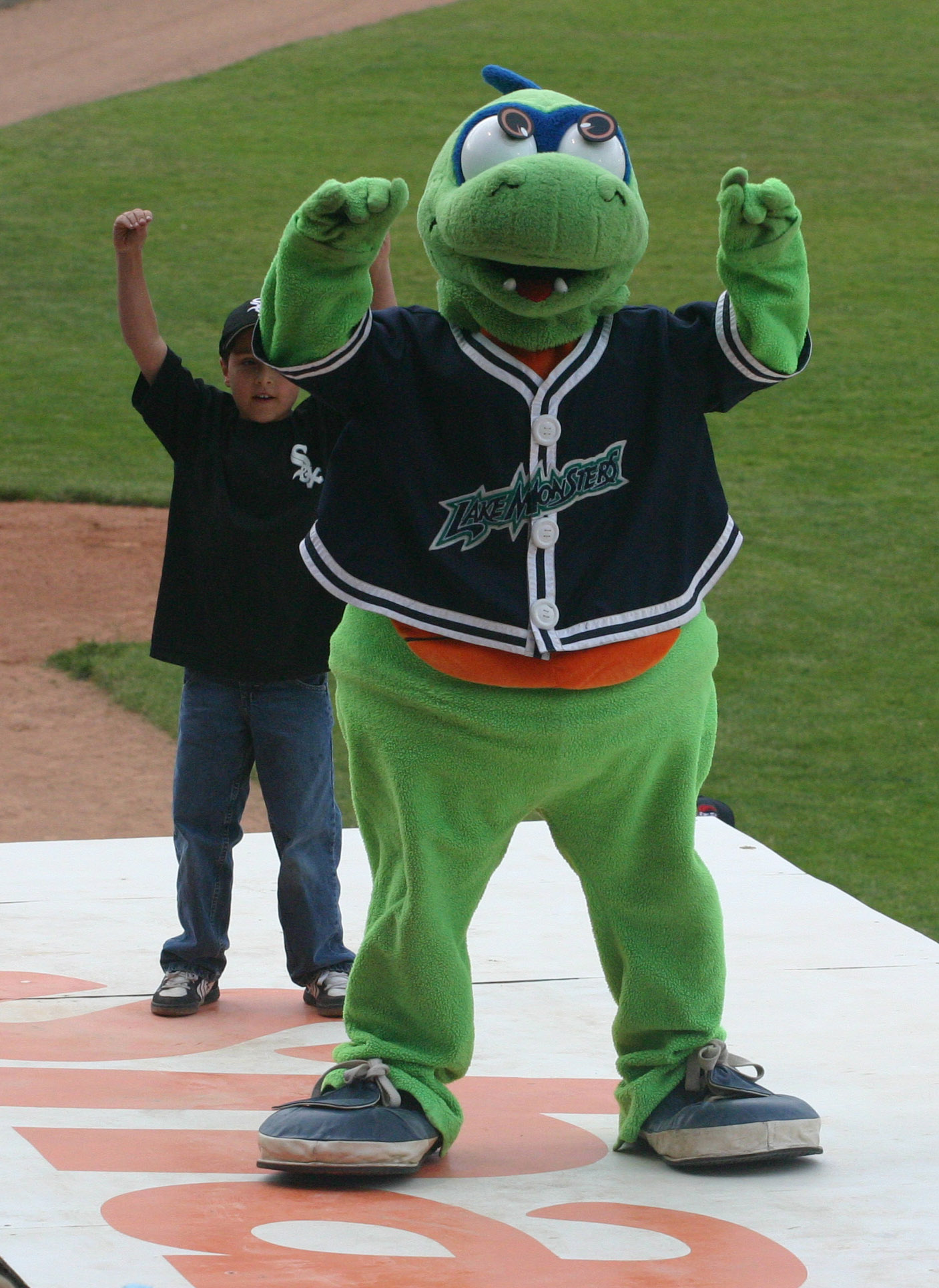
Mascotte des Lake Monsters du Vermont.

Comme mascotte d'une ligue mineure de baseball (la seule présente dans l'état du Vermont), Champ est devenu en vogue lorsque l'équipe des Expos du Vermont a été rebaptisée en Lake Monsters du Vermont, et a commencé à l'utiliser comme emblème. Le phénomène autour de Champ est l'attraction principale de cette équipe de la New York - Penn League, affiliée au lac depuis sa création. Plusieurs établissements à proximité, y compris un lave-auto, utilisent « Champ » comme logotype. Des tee-shirts, des cartes de vœux et autres souvenirs sont vendus aux alentours du lac Champlain. Une confiserie est même créée en référence à la créature : une large pastille au sucre d'érable qu'on peut tremper dans du chocolat fondu. On nomme ce bonbon « Pure Vermont Maple Candy » et la légende de Champ est inscrite sur la boîte d'emballage.
Champ possède une telle image positive qu'il porte le surnom de « Champy ». La créature est surnommée « Monstre du Loch Ness d'Amérique du Nord », et plus généralement « Champ ». Le maire de Port Henry, Robert Brown, se réjouit de l'élan et du gain d'intérêt touristique pour sa région. Une loi est appliquée depuis le 6 octobre 1980 par la municipalité de Port Henry pour protéger Champ — s'il existe — et la région, de la pression de l'accroissement du tourisme. Depuis 1983, Champ est, grâce à la Chambre des représentants du Vermont et au sénat de New York, sur la liste des espèces menacées et donc sous la même protection que les espèces couvertes, ce qui interdit toute nuisance envers la créature ou destruction de son environnement,,,.
En  1984, l'État du Vermont érige un monument en l'honneur de Champ. Il consiste en un bloc de granit trapu, difficile à repérer puisqu'il se situe au pied d'un piton de lave éloigné, le pilier de Perkins. La plupart des habitants ont entendu parler de l'existence du monument mais ont du mal à le situer. « Dédié à Champ, Beula Aquatica Champlainiensis, et aux personnes dans le Vermont qui ont vu Champ » est son inscription, avec une représentation du monstre et de son logotype sur la roche.
Dans le jeu vidéo Rapala Pro Bass Fishing, Champ est représenté sous la forme d'un monstre ressemblant à l'anguille d'Amérique qui vit également dans le lac. La légende du monstre inspire des écrivains, notamment Jeff Danziger, auteur du livre Champlain Monster, et Jean-Pierre Guillet et Christiane Gaudette, auteur et illustratrice du Monstre du lac Champlain : roman. Le monstre est mentionné dans la chanson Boisson d'avril du groupe Groovy Aardvark.
L'existence de Champ sert également de toile de fonds pour le roman "L'abomination du lac" ("Dark twilight") (1991) de Joseph A. Citro.